# Melanostoma fumivenosum
Melanostoma fumivenosum är en tvåvingeart som beskrevs av Doesburg 1966. Melanostoma fumivenosum ingår i släktet gräsblomflugor, och familjen blomflugor. Inga underarter finns listade i Catalogue of Life.